# Біллі Браун
Вільям Браун (30 жовтня 1970 , Інґлвуд, Каліфорнія ) — американський актор. У 2014 році Браун почав зніматися в ролі детектива Нейтна Лейхі у драматичному серіалі  Шонди Раймс "Як уникнути покарання за вбивство". Він також відомий своїми ролями в телевізійних серіалах "Lights Out", "Декстер", "Сини анархії" та "Заручники".

## Життя та кар'єра
Браун народився і виріс у Інглвуді, штат Каліфорнія. Він відомий своєю роллю детектива Майка Андерсона у шоу "Декстер"  з 2011 по 2012 рік. Раніше він знімався у ролі боксера Річарда "Death Row" Рейнольдса в короткочасному серіалі FX "Lights Out".  У 2012 році він отримав постійну роль Августа Марка у п'ятому сезоні " Сини анархії" .  Він також надав другий голос Кліффампера в мультсеріалі "Трансформери: Прайм" . У 2013 році він зобразив агента Троя Райлі в першому сезоні серіалу «Послідовники» .
Браун знявся з Тоні Коллетт у драматичному серіалі CBS "Заручники" з 2013 по 2014 роки.  У 2014 році знявся разом із Віолою Девіс у драмі ABC «Як уникнути покарання за вбивство», продюсером якого є Шонда Раймс .  
У 2017 році Браун брав участь у першій головній ролі у трилері "Горда Мері" та "Екранні камені" з Тараджі П. Хенсон . 
Браун також озвучує рекламні ролики для заохочення до морської піхоти США . 

## Фільмографія

### Телебачення
| Рік      | Заголовок                                    | Роль                                  | Примітки                              |
| -------- | -------------------------------------------- | ------------------------------------- | ------------------------------------- |
| 2000–03  | Як розповів Джинджер                         | Містер Паттерсон / Хлопець з доставки | 4 серії                               |
| 2004 рік | Зоряний корабель 2: Герой Федерації          | Рядовий Оттіс Цегла                   | Телевізійний фільм                    |
| 2004 рік | CSI: Нью-Йорк                                | Джордж Томас                          | Епізод: "Великий магістр"             |
| 2004 рік | NCIS                                         | Головний старшина Велат               | Епізод: "Розрив серця"                |
| 2005 рік | Холодна справа                               | Дональд Вільямс                       | Епізод: "Дивні фрукти"                |
| 2005–06  | Електронне кільце                            | MSgt. Мікі                            | 3 серії                               |
| 2007 рік | Кримінальний розум                           | Дет. Посуд                            | Епізод: "Страх і ненависть"           |
| 2007 рік | Подвір'я та кулі                             | Крейг Уінслоу                         | Непроданий телевізійний пілот         |
| 2007–08  | Бруд                                         | Твіті МакДаніель                      | 3 серії                               |
| 2009 рік | Саутленд                                     | Таліб                                 | 2 серії                               |
| 2009 рік | Каліфорнізація                               | Дата Марсі                            | Епізод: "Країна зґвалтування та меду" |
| 2010 рік | CSI: Нью-Йорк                                | Пішохідний бізнес                     | Епізод: "Недружні чати"               |
| 2011 рік | Реконструкція                                | Сем                                   | Непроданий телевізійний пілот         |
| 2011 рік | Відбій                                       | Річард Рейнолдс "Ряд смерті"          | 11 серій                              |
| 2012 рік | Закон і порядок: Спеціальний підрозділ жертв | Джо Маршалл                           | Епізод: "Офіційна історія"            |
| 2011–12  | Декстер                                      | Дет. Майк Андерсон                    | 11 серій                              |
| 2012 рік | Трансформери Prime                           | Кліффумпер                            | Епізод: "З минулого"                  |
| 2013 рік | Наступне                                     | Трой Райлі                            | 3 серії                               |
| 2012–14  | Сини анархії                                 | Серпневі знаки                        | 14 серій                              |
| 2013–14  | Заручники                                    | Арчер Петі                            | 15 серій                              |
| 2014 рік | Легенди                                      | Роберт Маккомбс                       | Епізод: "Негідник"                    |
| 2014–20  | Як уникнути вбивства                         | Детектив Нейт Лейхі                   | 90 серій                              |
| 2015 рік | Час пригод                                   | Король вампірів                       | 3 серії                               |

### Відео ігри
| Рік      | Заголовок                                | Роль          | Примітки      |
| -------- | ---------------------------------------- | ------------- | ------------- |
| 2000 рік | Jet Set Radio                            | DJ професор К |               |
| 2002 рік | Jet Set Radio Future                     | DJ професор К |               |
| 2004 рік | Hot Shots Golf Fore!                     | Т-кістка      |               |
| 2004 рік | Зоряні війни: Лицарі Старої Республіки 2 | Зез-Кай Елл   |               |
| 2007 рік | Command & Conquer 3: Tiberium Wars       | Кивок диктора |               |
| 2012 рік | Sonic &amp; All-Stars Racing Transformed | DJ професор К | Архівні кадри |
| 2018 рік | Герої СЕГА                               | DJ професор К | Архівні кадри |